# Звягіна Лідія Юріївна
Лі́дія Ю́ріївна (Георгі́ївна) Звя́гіна (у першому шлюбі — Котляревська, у другому — Вінницька; * 1 грудня 1861, Кам'янець-Подільський — † 1943, Москва) — російська оперна співачка (контральто), педагог.

## Біографія

У ролі Ратмира

У ролі Леля

Лідія Звягіна народилася 1 грудня 1861 року в Кам'янці-Подільському в дворянській сім'ї.
Початкову освіту здобула в Житомирі, де закінчила гімназію. Далі навчалася в Києві на вищих жіночих курсах. Вокальному мистецтву навчалася в Київській музичній школі, а далі — у 1882—1887 роках — у Петербурзькій консерваторії (клас Камілло Еверарді). Улітку 1890 і 1891 року брала уроки співу в Поліни Віардо (Париж). Під її керівництвом підготувала партії Ратмира («Руслан і Людмила»), Княгині («Русалка» Даргомижського) та Кармен.
Після закінчення консерваторії у 1887—1889 роках співала в Тифлісі (нині Тбілісі).
1889 року дебютувала на сцені Великого театру в Москві в партії Ратмира («Руслан і Людмила» Михайла Глінки). Працювала у Великому театрі до 1909 року.
Гастролювала в Одесі (влітку 1889 року) та Києві (1898 рік).
У 1920—1924 роках Звягіна була професором Московської консерваторії.
На початку 1920-х років викладала в Московському приватному музичному училищі Валентини Зограф-Плаксіної. Серед її учнів — Никандр Ханаєв.
Померла в Москві 1943 року.

## Творчість
Звягіна мала сильний низький голос «оксамитового» тембру, вирізнялася природною музичністю. Виконання Звягіної виділялося тонким фразуванням, простотою та щирістю висловлювання.

### Оперні партії
У репертуарі Звягіної було понад 40 партій. Серед них найкращими вважають такі ролі:
- Ваня («Життя за царя» Михайла Глінки),
- Поліна («Пікова дама» Петра Чайковського),
- Кончаківна («Князь Ігор» Олександра Бородіна),
- Лель («Снігуронька» Миколи Римського-Корсакова).

### Камерні концерти
Від 1903 року Звягіна брала участь у концертах Гуртка любителів російської музики, виконувала романси Михайла Глінки, Олександра Даргомижського, Олександра Бородіна, Модеста Мусоргського, Миколи Римського-Корсакова, Цезаря Кюї, Сергія Рахманінова, Антона Аренського.